# اندروید کیک فنجانی
اندروید کیک فنجانی (انگلیسی: Android Cupcake) یا نسخه ۱٫۵ اندروید در ۳۰ آوریل ۲۰۰۹ منتشر شد. این نسخه اندروید مبتنی بر کرنل لینوکس ۲٫۶٫۲۷ بود. که جانشین اندروید ۱.۱ یا بتا شد

## خصوصیات
از جمله قابلیت‌هایی که در این ویرایش گنجانده شده بود شامل:
- امکان ضبط فیلم از طریق دوربین فیلمبرداری
- فرستادن فیلم به سایت یوتوب Youtube و عکس به سایت پیکاسا Picasa به صورت مستقیم از روی گوشی
- صفحه کلید مجازی با قابلیت پیش‌بینی کلمات وارد شده
- پشتیبانی از پخش استریوی موسیقی از طریق بلوتوث (A2DP) و کنترل پخش موسیقی یا ویدیو از طریق بلوتوث (AVRCP).
- قابلیت اتصال اتوماتیک به دستگاه‌های بلوتوث
- امکان شخصی‌سازی صفحه اصلی با استفاده از ویجت‌ها یا پرونده‌های شخصی
- جابجایی انیمیشنی تصاویر به هنگام عوض شدن صفحات